# Jordan Calloway
Jordan Calloway (Los Angeles, 18 de novembro de 1990) é um ator americano. Ele é conhecido por seu papel como Zach Carter-Schwartz na série Unfabulous da Nickelodeon. Calloway também teve papéis recorrentes em ER da NBC, bem como na série da The CW Riverdale e Black Lightning.

## Infância e educação
Ele é filho do diretor de cinematografia indicado ao Primetime Emmy, Joseph Calloway. Os pais de Calloway são divorciados. Ele é o mais novo de vários filhos. Quando criança, Calloway tinha aspirações de se tornar um Selo da Marinha, enquanto seu irmão estava realmente interessado em atuar. Calloway frequentou a Maranatha High School e se formou em 2009. Ele jogou beisebol durante os quatro anos. Mais tarde, ele frequentaria a Azusa Pacific University. Ele se formou em produção.

## Filmografia
| Ano  | Título            | Papel  | Notas                    |
| ---- | ----------------- | ------ | ------------------------ |
| 2011 | DisCONNECTED      | Isaiah |                          |
| 2012 | Jeffrey's Fortune | N/A    | Curta-metragem; produtor |
| 2013 | Life of a King    | Marcus |                          |
| 2016 | Grandma's House   | Izak   |                          |

| Ano       | Título               | Papel                | Notas                                                   |
| --------- | -------------------- | -------------------- | ------------------------------------------------------- |
| 2000      | The Parkers          | Jerel Jr.            | Episódio: "Wedding Bell Blues"                          |
| 2001      | The District         | Filho                | Episódio: "The D.C. Strangler"                          |
| 2002      | George Lopez         | Criança #2           | Episódio: "Max's Big Adventure"                         |
| 2004–2007 | Unfabulous           | Zach Carter-Schwartz | Papel principal                                         |
| 2005–2006 | ER                   | K.J. Thibeaux        | Papel recorrente (temporadas 11-12), 7 episódios        |
| 2010      | The Glades           | De'Andre Matthews    | Episódio: "Mucked Up"                                   |
| 2014      | Switched at Birth    | Aaron Legrange       | Episódio: "Your Body Is a Battleground"                 |
| 2014      | Gang Related         | Darnell Grecco       | Episódio: "Pecados del Padre"                           |
| 2014      | Reckless             | Maddox Tate          | Episódio: "Blind Sides"                                 |
| 2014      | Drumline: A New Beat | Jayven LaPierre      | Telefilme                                               |
| 2015      | Studio City          | Griffin              | Telefilme                                               |
| 2016      | Ghost                | Oliver               | Telefilme                                               |
| 2016      | Recovery Road        | N/A                  | Episódio: "My Loose Thread"                             |
| 2016      | House of Lies        | Ryder                | Episódio: "Tragedy of the Commons"                      |
| 2017      | Beyond               | Kevin McArdle        | Papel principal (piloto); papel recorrente; 5 episódios |
| 2017      | Pure Genius          | Henry Jones          | Episódio: "Lift Me Up"                                  |
| 2017      | Freakish             | Zane                 | Papel recorrente (2.ª temporada), 9 episódios           |
| 2017–2018 | Riverdale            | Chuck Clayton        | Papel recorrente                                        |
| 2018      | The Mick             | Marcus/Tre           | Episódio: "The Car"                                     |
| 2018–2021 | Black Lightning      | Khalil/Painkiller    | 2–4 Elenco Regular 1º Temporada Papel recorrente        |
| 2022      | Painkiller           | Khalil/Painkiller    | Em Produção                                             |